# Томас Чатъртън
То̀мас Ча̀търтън (на английски: Thomas Chatterton) е английски поет.
Роден е на 20 ноември 1752 година в Бристъл в семейството на клисар, който умира малко преди раждането му. Израства в бедност, отгледан от майка си, която открива училище за домакински умения за момичета. Едва единадесетгодишен Чатъртън публикува първите си стихове в местен вестник, а малко по-късно успешно представя свои поеми за написани от измислен от него поет от XV век на име Томас Роли. Премества се в Лондон, но трудно намира препитание.
Томас Чатъртън се самоубива, отравяйки се с арсен, на 24 август 1770 година в Лондон.
Повечето произведения на Чатъртън са публикувани едва след смъртта му, като с творчеството и трагичната си биография той оказва силно влияние върху зараждащия се Романтизъм.